# Angraecum arachnites
Angraecum arachnites är en orkidéart som beskrevs av Rudolf Schlechter. Angraecum arachnites ingår i släktet Angraecum och familjen orkidéer. Inga underarter finns listade i Catalogue of Life.